# Stenocercus marmoratus
Stenocercus marmoratus är en ödleart som beskrevs av  Duméril och BIBRON 1837. Stenocercus marmoratus ingår i släktet Stenocercus och familjen Tropiduridae. IUCN kategoriserar arten globalt som livskraftig. Inga underarter finns listade i Catalogue of Life.